# Остенде (футбольний клуб, 1911)
«Остенде» (нід. ASV Oostende KM) — колишній бельгійський футбольний клуб з однойменного міста, заснований 1911 року. За свою історію провів 4 сезони у вищому дивізіоні країни, але 1981 року через фінансові об'єднався з іншою місцевою командою, утворивши новий клуб «Остенде».

## Історія
Спортивний клуб «Остенде» (нід. Association Sportive Ostendaise) було створено в 1911 році. З 1922 року «Остенде» грав у другому дивізіоні Бельгії, де провів більшу частину часу лише ненадовго вилітаючи до третього дивізіону.
1969 року клуб вперше в історії пробився до вищого дивізіону Бельгії. Втім зайнявши останнє 16 місце команда відразу вилетіла назад, а наступного року опустилась аж до третього дивізіону. Перебування в третьому дивізіоні було також нетривалим, оскільки в 1973 році команда виграла свій дивізіон, а наступного вдруге отримала шанс зіграти у вищому дивізіоні країни. На цей раз вони затримались в еліті на три сезони, а найкращим результатом стало дванадцяте місце. Загалом у вищому дивізіоні клуб провів 206 ігор, здобувши 44 перемоги, 63 нічиїх і зазнавши 99 поразок, різниця голів 244:402.
Після вильоту в 1977 році почався складний період для клубу, як зі спортивної, так і фінансової точки зору, тому у 1979 році «Остенде» остаточно вилетіла до третього дивізіону, а 1981 року команда змушена була об'єднатись із ВГ «Остенде» (нід. Van Neste Genootschap Oostende), заснованим 1904 року, утворивши новий клуб «Остенде» (нід. Koninklijke Voetbalclub Oostende). Нова команда взяла кольори обох клубів — червоний і зелений у АС та червоний і жовтий у ВГ, а реєстраційний номер був взятий 31, саме останньої команди, тому номер 53, що належав АС «Остенде» був скасований.